# 우불랑 멘드스
우불랑 멘드스(포르투갈어: Houboulang Mendes, 1998년 5월 4일 ~ )는 세군다 디비시온의 CD 미란데스에서 라리가의 UD 알메리아에서 임대로 뛰고 있는 기니비사우의 축구 선수이다. 주로 라이트백인 그는 센터백으로도 뛸 수 있다. 프랑스 태생인 그는 기니비사우 국가대표팀에서 뛰고 있다.

## 구단 경력
멘드스는 15세에 주비시쉬르오르지 AF와 ES 비리샤티용에서 활약한 후 라발의 유소년 팀에 합류했다. 리저브 팀에서 활약한 후, 그는 2017년 5월 19일, 말리크 쿠튀리에와 2-1로 패한 님 올랭피크와의 리그 2 홈 경기에서 후반 교체로 들어가 1군 데뷔 전을 치렀는데, 그의 팀은 이미 강등당했기 때문이다.
2017-18 샹피오나 나시오날에서 주전으로 활약한 멘드스는 2018년 7월 24일 라발을 떠나 2부 리그 FC 로리앙과 4년 계약을 체결했다. 그는 무릎 부상을 입은 2019년 2월까지 정기적으로 사용되었다.
2019년 10월, 멘드스는 복귀하여 B군에서 활약한 후, 로리앙이 리그 1 승격을 달성하면서 3번의 1군 경기에 출전했다. 그는 2020년 8월 23일, RC 스트라스부르와의 홈 경기에서 데뷔 전을 치렀다.
2022년 7월 6일, 멘드스는 라리가의 UD 알메리아와 4년 계약을 맺으며 처음으로 해외로 이적했다. 처음에 알레한드로 포소의 백업이었던 그는 마르크 푸빌이 이적한 후 3선발로 강등되었고, 2024년 2월 1일 세군다 디비시온의 CD 미란데스로 임대되었다.

## 국가대표팀 경력
프랑스 쿠르쿠론에서 태어난 멘드스는 세네갈과 기니비사우 혈통이다. 그는 2023년 9월에 열린 2023년 아프리카 네이션스컵 예선 전을 위해 기니비사우 국가대표팀에 소집되었다.